# Budda Baker
Bishard Baker, detto Budda (Bellevue, 10 gennaio 1996), è un giocatore di football americano statunitense che milita nel ruolo di safety per gli Arizona Cardinals della National Football League (NFL).

## Carriera universitaria
Baker al college giocò a football con i Washington Huskies dal 2014 al 2016. Divenuto titolare a partire dalla stagione 2015, nella successiva fu premiato come All-American. Il 3 gennaio 2017 annunciò di rinunciare all'ultimo anno nel college football per rendersi eleggibile nel draft NFL.

## Carriera professionistica
Baker fu scelto nel corso del secondo giro (36º assoluto) nel Draft NFL 2017 dagli Arizona Cardinals. Debuttò come professionista subentrando nella gara del primo turno contro i Detroit Lions mettendo a segno un tackle.  A fine stagione fu convocato per il Pro Bowl come special teamer e inserito nel First-team All-Pro. A fine stagione 2019 fu convocato per il suo secondo Pro Bowl, per la prima volta come safety, dopo essersi classificato quarto nella NFL con 147 tackle.
Il 25 agosto 2020, Baker firmò un rinnovo quadriennale del valore di 59 milioni di dollari con i Cardinals che lo rese la safety più pagata della lega. Nella settimana 6 fu premiato come difensore della NFC della settimana dopo avere messo a segno 7 tackle, un sack, un intercetto e un fumble forzato contro i Dallas Cowboys. Alla fine ottobre fu premiato come difensore della NFC del mese in cui fece registrare 31 tackle, 2 sack e 2 intercetti. A fine stagione fu convocato per il suo terzo Pro Bowl (non disputato a causa della pandemia di COVID-19) e inserito nel First-team All-Pro.
Nel 2021 Baker fu convocato per il suo quarto Pro Bowl e inserito nel Second-team All-Pro dopo avere fatto registrare 98 tackle e un nuovo primato personale di 3 intercetti.
Nel 2022 Baker fu convocato per il suo quinto Pro Bowl dopo 111 placcaggi e 2 intercetti. Fu selezionato anche l'anno successivo dopo avere totalizzato 87 tackle.
Il 17 dicembre 2024 Baker firmò un nuovo contratto triennale del valore di 54 milioni di dollari, inclusi 30 milioni garantiti. A fine stagione fu convocato per il suo settimo Pro Bowl e inserito nel Second-team All-Pro dopo essersi classificato secondo nella NFL con 164 placcaggi.

## Palmarès
- Convocazioni al Pro Bowl: 7

2017, 2019, 2020, 2021, 2022, 2023, 2024
- First-team All-Pro: 2

2017, 2020
- Second-team All-Pro: 2

2021, 2024
- PFWA All-Rookie Team - 2017
- Difensore della NFC del mese: 1

ottobre 2020
- Difensore della NFC della settimana: 1

6ª del 2020